# Antoni Gimbernat i Arbós
Pour les articles homonymes, voir Guimbernat et Arbos (homonymie).
 (octobre 2024).
Antoni Gimbernat i Arbós, ou Antonio Gimbernat y Arbós selon la graphie castillane (Cambrils, 1734 ― Madrid, 1816), est un chirurgien, anatomiste et professeur de médecine espagnol d'origine catalane. 

## Introduction
Son principal titre à la postérité est sa contribution à la description de l’anatomie du canal inguinal et à la technique de réparation de la hernie crurale ; l’ouvrage dans lequel il exposa ses nouveaux aperçus fut traduit en de multiples langues et circula dans toute l’Europe. Il fut ainsi le premier à décrire le ligament lacunaire, qui porte aujourd'hui son nom, ainsi que d’autres structures anatomiques de la région inguinale. On lui doit également l’invention de quelques instruments chirurgicaux. 
En tant qu’enseignant, il œuvra à la réorganisation des études de chirurgie en Espagne, fondant notamment le Collège royal de chirurgie de Madrid. En qualité de médecin de la chambre du roi, il fut l'un des moteurs derrière le projet de procéder, dans tout l’Empire espagnol d'alors, à des vaccinations de masse contre la variole, projet auquel donnera corps l’expédition Balmis de 1804.
N’ayant pas voulu renoncer à ses fonctions médicales officielles sous l’occupation française, il tomba en disgrâce à la restauration bourbonienne et passa ses dernières années dans le dernier des besoins, coupé désormais des milieux scientifiques.

## Biographie

### Formation de chirurgien au Collège royal de chirurgie de Cadix
Né en 1734 à Cambrils, dans la province catalane de Tarragone, Antoni Gimbernat fit d’abord des études de latin et de philosophie à l’université de Cervera, puis, en 1756, s’inscrivit à l’Académie royale de médecine et de chirurgie de Cadix, établissement fondé par le roi Ferdinand VI et intégré à la marine espagnole, dont le port de Cadix était alors en effet la principale base. Gimbernat entra ensuite dans la marine comme chirurgien, recruté par le chirurgien en chef de l’Armada, Pedro Virgili. Celui-ci, également originaire de la province de Tarragone, quitta ensuite Cadix pour fonder le Collège royal de Chirurgie de Barcelone ; son gendre, Lorenzo Roland, professeur d’anatomie à Cadix, ayant décidé de le suivre, laissa sa chaire vacante, que viendra alors occuper, avant même qu’il n'eût obtenu son titre, le jeune Gimbernat, nommé à ce poste en considération de ses connaissances et de son habileté dans la dissection anatomique. Il se mettra en possession de son titre en 1762.

### Professorat d’anatomie au Collège royal de chirurgie de Barcelone

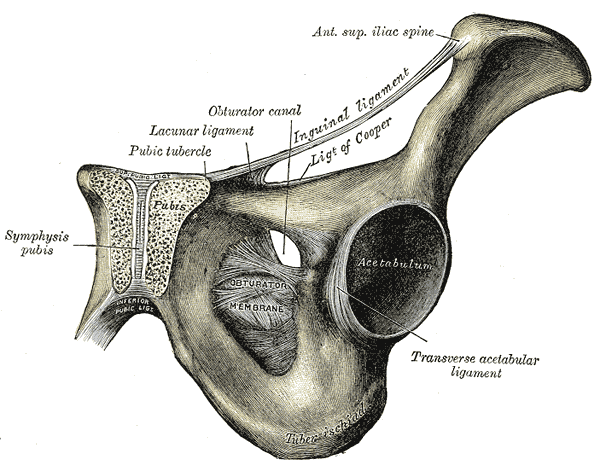
Le ligament lacunaire ou de Gimbernat (en haut au centre gauche).

L’année même de l’obtention de son diplôme, Gimbernat fut réclamé par Pedro Virgili au Collège royal de chirurgie de Barcelone. Cependant, l’administration centrale de Madrid s’opposa à la nomination proposée par Virgili, alléguant le trop jeune âge de Gimbernat . En conséquence, celui-ci sera, au début, désigné professeur honoraire d’anatomie, et peu après, professeur surnuméraire ; en 1764 enfin, il lui fut accordé de devenir le titulaire officiel de la chaire d’anatomie du Collège royal, et sera dans la foulée nommé chirurgien-major.
À Barcelone, en 1772, il fut le premier à décrire le ligament lacunaire du canal fémoral, ce pour quoi il est aujourd'hui mondialement connu. Sa conception d’une variante technique innovante pour opérer la hernie crurale (ou fémorale) lui sera un autre titre à la célébrité. Son génie inventif le portera à concevoir de nouveaux instruments chirurgicaux, parmi lesquels notablement un lithotome rénal, qui connut une grande fortune à son époque.
Pendant qu'il résidait à Barcelone, Gimbernat plaida pour la création d’une chaire de botanique et pour l’aménagement d’un jardin des plantes. En guise de reconnaissance pour ses actions en faveur de la science botanique, la désignation Gimbernatia a été donnée à certain genre de plante, d’après son nom.

### Études en Europe et relation avec John Hunter
En 1774, Gimbernat, jouissant désormais d’un grand renom comme chirurgien, obtint que le roi Charles III lui finançât un séjour à l’étranger, afin que fussent apportés à l’Espagne les progrès les plus récents dans le domaine de l’anatomie et de la chirurgie. Il commença son long périple à travers l’Europe par un séjour à Paris, dans l’hôpital de la Charité et à l’Hôtel-Dieu, l’hôpital alors le plus ancien et le plus insalubre de France, qui avait au surplus été ravagé par un incendie en 1772. Ensuite, il se rendit à Londres, où il assista aux cours de l’illustre anatomiste et chirurgien John Hunter. Le 25 avril 1777, sa contribution à la chirurgie de la hernie crurale bénéficia d’un surcroît de notoriété, lorsque, pendant un des cours de Hunter consacrés aux techniques de réparation des hernies, Gimbernat sollicita, et se vit accorder, la permission d’exposer devant l’assistance sa propre innovation en chirurgie de la hernie crurale, laquelle innovation consistait à sectionner le ligament lacunaire pour parvenir ainsi à réduire la hernie crurale strangulée. Depuis lors, ledit ligament, qui correspond à un épaississement triangulaire du ligament inguinal à son point d’insertion sur le tubercule pubien, est connu universellement sous la dénomination de ligament de Gimbernat. Il poursuivit encore ses études à Édimbourg et dans la ville hollandaise de Leyde, puis s’en retourna en Espagne en 1778.

### Directeur et professeur titulaire du Collège royal de chirurgie de Madrid

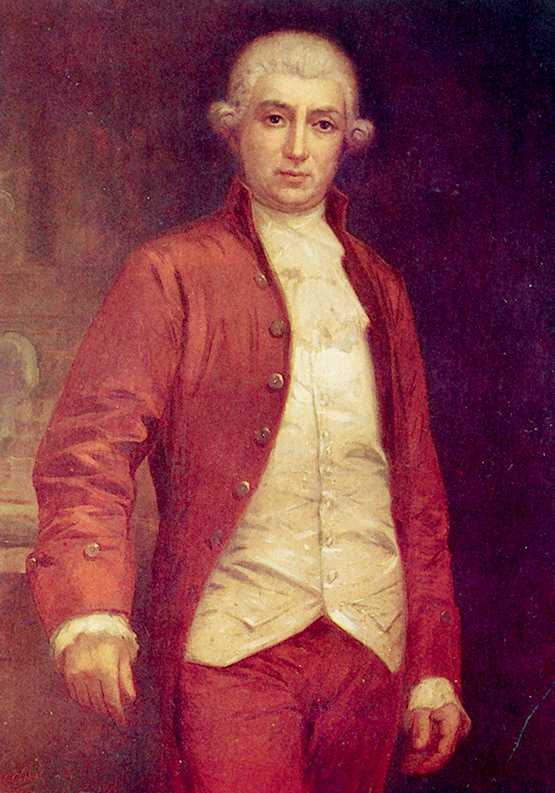
Antonio Gimbernat y Arbós

Revenu en Espagne, Gimbernat se vit confier la mission de créer le Collège royal de chirurgie Saint-Charles (en esp. Real Colegio de Cirugía de San Carlos) à Madrid (sis depuis 1837 dans l’édifice de l’Hôpital général et de la Passion), qui sera inauguré officiellement le 1er octobre 1787 et dont il sera nommé directeur le 27 janvier 1787, conjointement avec Mariano Ribas, en même temps que titulaire de la chair de chirurgie et d’algèbre. En 1789, Gimbernat fut désigné Chirurgien de la chambre (Cirujano de Cámara) du roi et se vit décerner un titre nobiliaire. En 1801, il fut nommé premier chirurgien de la Real Cámara de sa majesté et président de tous les collèges de chirurgie d’Espagne. Parmi ses actions en tant que Conseiller royal, on relève en particulier l’impulsion qu’il donna à l’expédition Balmis, chargée par la couronne d’apporter la vaccination anti-variolique aux colonies espagnoles d’Amérique et aux Philippines ― expédition dont Edward Jenner lui-même affirmera qu’elle « fut la plus noble et la plus vaste entreprise philanthropique jamais consignée dans les annales de l’histoire ». 
Au moment de l’invasion napoléonienne, Gimbernat présidait le Conseil supérieur de santé publique, organisme en lequel avaient fusionné les facultés de médecine et de pharmacie et les collèges de chirurgie, et continua d'exercer cette fonction sous l’occupation française. Cette collaboration avec les envahisseurs lui vaudra après le retrait des troupes françaises et la restauration  de Ferdinand VII de tomber en disgrâce et de se voir destitué de toutes ses fonctions. Éloigné ainsi de la vie universitaire, il commença à souffrir d’une détérioration de ses facultés mentales et passera les dernières années de sa vie dans le plus grand dénuement. La dégradation de sa santé se manifesta notamment par la perte de sa vue ; en 1810, il subit une intervention oculaire par les soins du Dr Josep Ribes, mais Gimbernat retira prématurément, le soir même de l’opération, les pansements qui oblitéraient ses yeux, par suite de quoi l’opération se compliqua, le laissant quasiment aveugle. Il s’éteignit à Madrid le 17 novembre 1816.

## Publications

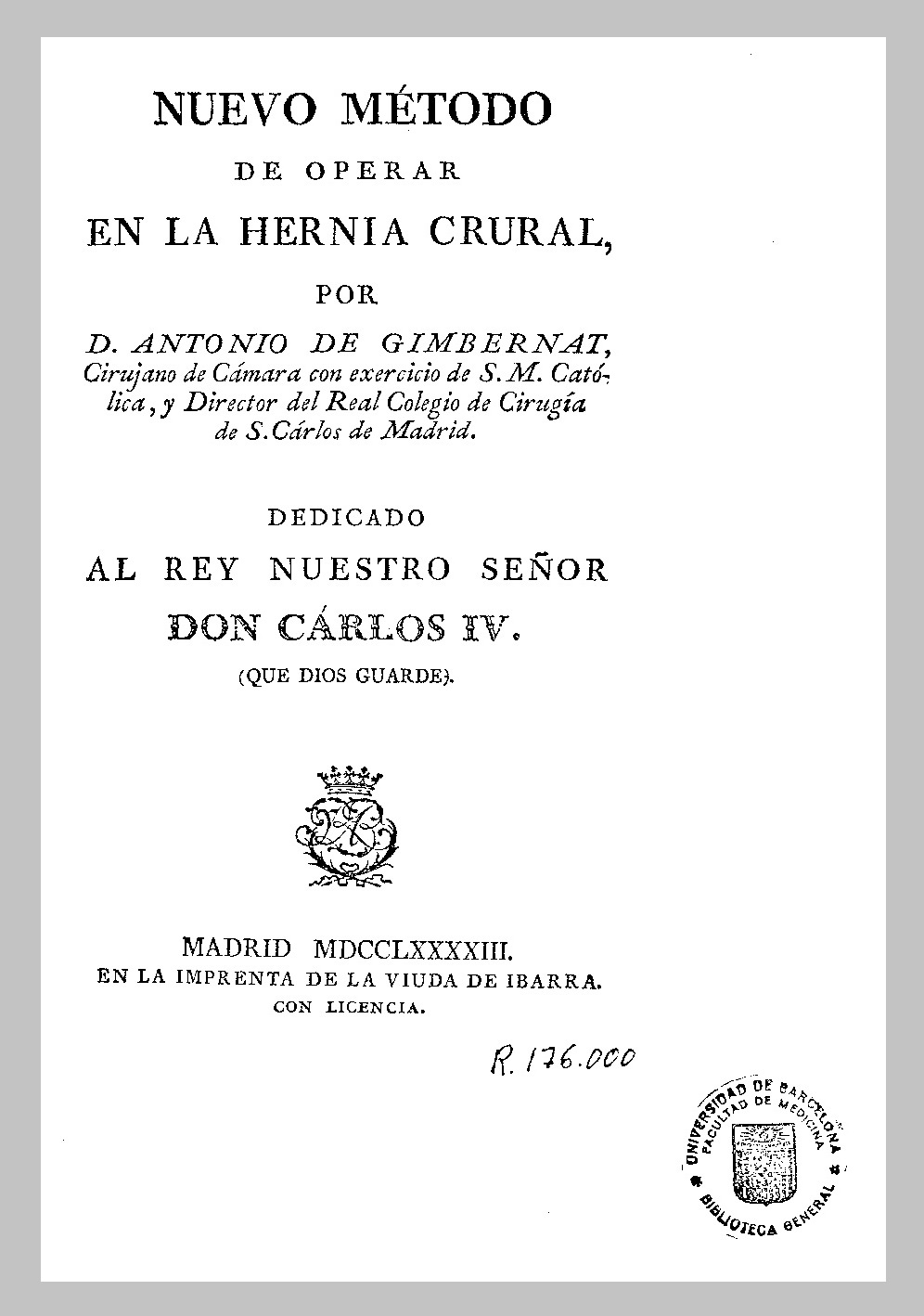
Page de titre de Nuevo Método de operar en la Hernia Crural, Madrid 1793.

En 1793, Gimbernat publia son Nuevo Método de operar en la Hernia Crural, ouvrage dédié au roi Charles IV, dans lequel il donna une description anatomique détaillée du canal fémoral et du ligament lacunaire, et où il exposa également sa technique de traitement chirurgical de la hernie crurale strangulée, par sectionnement du ligament afin de faciliter la réduction de la hernie. Mais ce n'est point là la seule découverte de Gimbernat. Dans le même livre en effet, il évoque la présence fréquente, sous forme d’un enflement pouvant être confondu avec une hernie crurale incarcérée, d’un ganglion à proximité immédiate du canal fémoral, lequel ganglion fut par la suite dénommé ganglion de Cloquet ou de Rosenmüller, en considération de ce qu’il sera plus tard décrit par ces auteurs (nommément : Jules Germain Cloquet, 1790 – 1883, et Johann Christian Rosenmüller, 1771 – 1820, professeurs d’anatomie et de chirurgie respectivement à Paris et à Leipzig), quoiqu’il advienne encore qu’on le désigne par le terme de ganglion de Gimbernat. Pour d’aucuns, la même chose pourrait se dire à propos de la découverte du septum crurale, attribuée également à Cloquet, ou du ligament bien connu dit de Cooper. 
Le susdit ouvrage de Gimbernat connut un grand retentissement à l’époque de sa parution et eut l’honneur d’une traduction en plusieurs langues, dont l’anglais, l’allemand et le français ; la version anglaise, parue en 1795, sera rédigée par Thomas Beddoes. D’autres contributions importantes de Gimbernat sont une publication de 1801 traitant de l’usage et de l’abus des ligatures ainsi qu’une autre, de 1802, traitant de la chirurgie de la cornée, intitulée Disertación sobre las úlceras de los ojos que interesan la córnea transparente.

## Hommages et divers
Un portrait de Gimbernat figure dans la Galerie de Catalans illustres de l’hôtel de ville de Barcelone.
Il était le père du géologue Carlos de Gimbernat et du diplomate Agustín Gimbernat,.